# Deustuko Doneperiaga

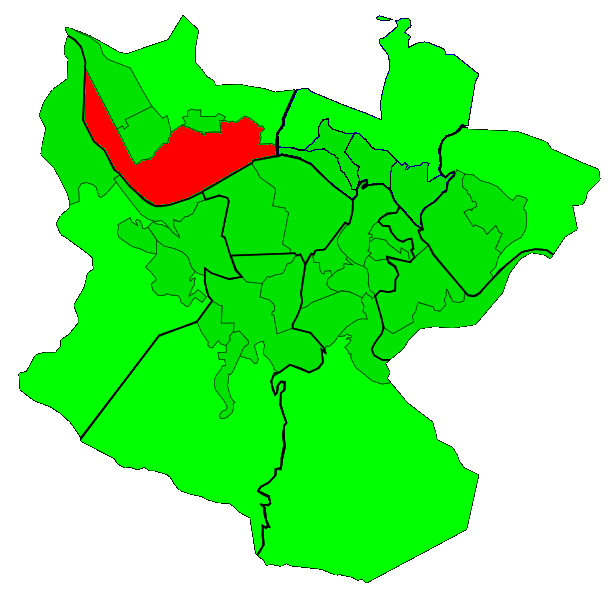
Ubicació de Deustuko Doneperiaga

Deustuko Doneperiaga (en castellà San Pedro de Deusto) és un barri de Bilbao dins el districte de Deusto. És el barri més extens i més poblat del districte. Té una població de 22.267 habitants i una superfície d'1,89 km², amb una densitat d'11.781 h/km².
El barri es trobava al centre de l'antiga parròquia de Deusto, l'església Done Petri de Deusto, d'estil gòtic basc, que va ser el nucli originari de l'elizate. Entre els edificis més importants de la zona hi ha el palau Bidarte i l'edifici de la Universitat de Deusto.
Hi ha un projecte per als darrers anys de construir habitatges a les illes del Zorrotzaurre. Entre elles està confirmada la nova seu de BBK, que entrarà en funcionament en 2013, o el World Trade Center Bilbao.

## Transports
El barri és força ben comunicat, ja que hi ha una estació del metro de Bilbao i una de la línia Txoriherri de l'euskotren. També hi passen les línies 10, 13, 18 i 71 del Bilbobus.